# Ештаррежа
Ештарре́жа (порт. Estarreja; МФА: [ʃ.ta.ˈʁɐj.ʒɐ]) — муніципалітет і місто в Португалії, в окрузі Авейру. Розташований у північно-західній частині країни, на теренах історичної португальської провінції Бейра. Належить до Авейрівської діоцезії Католицької церкви в Португалії. Права міського самоврядування має з 1519 року. Поділяється на 5 парафій. За адміністративним поділом, чинним до 1976 року, був складовою провінції Берегова Бейра. Площа муніципалітету — 108,17 км², населення муніципалітету — 26997 ос. (2011); густота населення — 249,58 осіб/км²
. Патрон — святий Антоній. Святковий день муніципалітету — 13 червня. Поштовий індекс — 3864.  Код місцевої адміністративної одиниці — 0108. Складова статистичного регіону Центр.

## Назва
- Ештарре́жа (порт. Estarreja, МФА: [ʃ.ta.ˈʁɐj.ʒɐ], Штарейже) — сучасна назва. Ймовірно, походить від латинського слова естуарій (лат. aestuāria, «естурарії, струмки»). Вживається з середини XVII століття.
- Ештаре́жа, Ештаре́йжа — альтернативні записи.
- Естарре́жа (ст.-порт. Estarreja) — старопортугальська назва.
- Естарре́ха (ісп. Estarreja) — іспанська назва.
- Антуа́н (порт. Antuã, МФА: [ɐ̃.tu.ˈɐ̃]) — стара португальська назва містечка до XVII століття.
- Антоа́н (лат. Antoan) — стара латинська назва містечка в VI столітті.

## Географія
Ештаррежа розташована на північному заході Португалії, в центрі округу Авейру.
Місто розташоване за 14 км на північний схід від  міста Авейру.
Ештаррежа межує на півночі з муніципалітетом Овар, на північному сході — з муніципалітетом Олівейра-де-Аземейш, на південному сході — з муніципалітетом Албергарія-а-Веля, на заході — з муніципалітетом Муртоза.
Частина міста розташована на березі річки Антуан, що отримала назву від колишньої назви міста — Антуан або Антерао.

### Клімат
| Клімат Ештаррежа        | Клімат Ештаррежа | Клімат Ештаррежа | Клімат Ештаррежа | Клімат Ештаррежа | Клімат Ештаррежа | Клімат Ештаррежа | Клімат Ештаррежа | Клімат Ештаррежа | Клімат Ештаррежа | Клімат Ештаррежа | Клімат Ештаррежа | Клімат Ештаррежа | Клімат Ештаррежа |
| Показник                | Січ.             | Лют.             | Бер.             | Квіт.            | Трав.            | Черв.            | Лип.             | Серп.            | Вер.             | Жовт.            | Лист.            | Груд.            | Рік              |
| Середній максимум, °C   | 13,5             | 14,3             | 16,2             | 17,5             | 19,6             | 22,7             | 24,7             | 25,0             | 24,0             | 20,9             | 16,7             | 13,9             | 19,1             |
| Середня температура, °C | 9,3              | 10,1             | 11,5             | 12,9             | 15,1             | 18,1             | 19,9             | 19,8             | 19,0             | 16,2             | 12,3             | 9,9              | 14,5             |
| Середній мінімум, °C    | 5,1              | 5,9              | 6,8              | 8,3              | 10,6             | 13,5             | 15,0             | 14,6             | 13,9             | 11,4             | 7,9              | 5,9              | 9,9              |
| Днів з опадами          | 14               | 13               | 11               | 10               | 9                | 6                | 2                | 3                | 6                | 10               | 12               | 12               | 108              |
| ----------------------- | ---------------- | ---------------- | ---------------- | ---------------- | ---------------- | ---------------- | ---------------- | ---------------- | ---------------- | ---------------- | ---------------- | ---------------- | ---------------- |
| Джерело: www.yr.no      |                  |                  |                  |                  |                  |                  |                  |                  |                  |                  |                  |                  |                  |

## Історія
Територія Ештарежі була заселена з часів неоліту. Тут існували поселення кельто-іберів, римлян, германців і арабів.
Вперше Ештаррежа згадується в документах під 569 роком як селище Антоан, згодом відоме як Антуан. 1257 року португальський король Афонсу III передав його до володінь Ароцького монастиря.
1519 року португальський король Мануел I надав Антуану форал, яким визнав за поселенням статус містечка та муніципальні самоврядні права. З середини XVII століття воно стало носити ім'я Ештаррежа.
У ХІХ столітті Ештаррежа постраждала під час Піренейської війни. Після відкриття залізниці містечко перетворилося на другий великий соляний порт країни після Авейру.
9 грудня 2004 року Ештаррежа отримала статус міста.

## Населення
| Кількість мешканців | Кількість мешканців | Кількість мешканців | Кількість мешканців | Кількість мешканців | Кількість мешканців | Кількість мешканців | Кількість мешканців | Кількість мешканців | Кількість мешканців | Кількість мешканців | Кількість мешканців | Кількість мешканців | Кількість мешканців | Кількість мешканців |
| ------------------- | ------------------- | ------------------- | ------------------- | ------------------- | ------------------- | ------------------- | ------------------- | ------------------- | ------------------- | ------------------- | ------------------- | ------------------- | ------------------- | ------------------- |
| 1864                | 1878                | 1890                | 1900                | 1911                | 1920                | 1930                | 1940                | 1950                | 1960                | 1970                | 1981                | 1991                | 2001                | 2011                |
| 18 202              | 18 941              | 19 254              | 20 286              | 21 907              | 20 793              | 23 397              | 23 709              | 24 709              | 25 213              | 24 661              | 26 261              | 26 742              | 28 182              | 26 997              |

## Парафії
1. Аванка
2. Бедуїду і Вейруш (до 2013: Бедуїду, Вейруш)
3. Канелаш і Фермелан (до 2013: Канелаш, Фермелан)
4. Пардільо
5. Салреу

## Економіка
Основа економіки Ештаррежі — сільське господарство: вирощування кукурудзи, рибальство, виробництво солі.

## Міста-побратими
Ештаррежа підтримує дружні стосунки з такими містами:
1. – Ла-Ріш, Франція (1998)
2. – Порту-Нову, Кабо-Верде (1993)